# Ljudmila Samsonovová
Ljudmila Samsonovová (rusky: Людмила Дмитриевна Самсонова, Ljudmila Dmitrijevna Samsonova * 11. listopadu 1998 Oleněgorsk) je ruská profesionální tenistka, která v letech 2014–2018 reprezentovala Itálii. Ve své dosavadní kariéře na okruhu WTA Tour vyhrála pět turnajů ve dvouhře a dva ve čtyřhře. V rámci okruhu ITF získala čtyři tituly ve dvouhře a dva ve čtyřhře.
Na žebříčku WTA byla ve dvouhře nejvýše klasifikována v únoru 2023 na 12. místě a ve čtyřhře v červnu téhož roku na 40. místě. Trénuje ji Danilo Pizzorno. Dříve tuto roli v Římě plnili Alessandro Piccari a Alessandro Dumitrache.
V ruském týmu Billie Jean King Cupu debutovala v roce 2021 pražským finálovým turnajem. Ve finále proti Švýcarsku získala rozhodující bod výhrou nad Bencicovou. Do roku 2026 v soutěži nastoupila ke čtyřem mezistátním utkáním s bilancí 2–0 ve dvouhře a 3–0 ve čtyřhře.

## Tenisová kariéra
V rámci hlavních soutěží událostí okruhu ITF debutovala v říjnu 2013, když na turnaji v chorvatském Umagu s dotací 10 tisíc dolarů zasáhla s Italkou Giulií Bruschiovou do čtyřhry. V úvodním kole podlehly maďarsko-českému páru Agnes Buktaová a Barbora Krejčíková. Premiérový titul v této úrovni tenisu vybojovala během června 2014 na římské události s rozpočtem 10 tisíc dolarů, do níž obdržela divokou kartu. Ve finále přehrála osmou nasazenou Švýcarku Tess Sugnauxovou ze sedmé světové stovky.
Debut v hlavní soutěži nejvyšší grandslamové kategorie zaznamenala v ženském singlu French Open 2019 po zvládnuté tříkolové kvalifikaci, v níž na její raketě postupně dohrály Italka Martina Di Giuseppeová, Američanka Sachia Vickeryová a stá osmnáctá hráčka žebříčku Marie Bouzková. V úvodním kole pařížské dvouhry však nenašla recept na světovou čtyřiadvacítku Donnu Vekićovou z Chorvatska. Zároveň se jednalo o její první start ve dvouhře okruhu WTA Tour. Další týden nestačila na travnatém Nature Valley Open 2019 v Nottinghamu na Švýcarku Viktoriji Golubicovou. Přestože zvládla první dvě utkání wimbledonské kvalifikace 2019, do hlavní soutěže ji nepustila Belgičanka Yanina Wickmayerová.

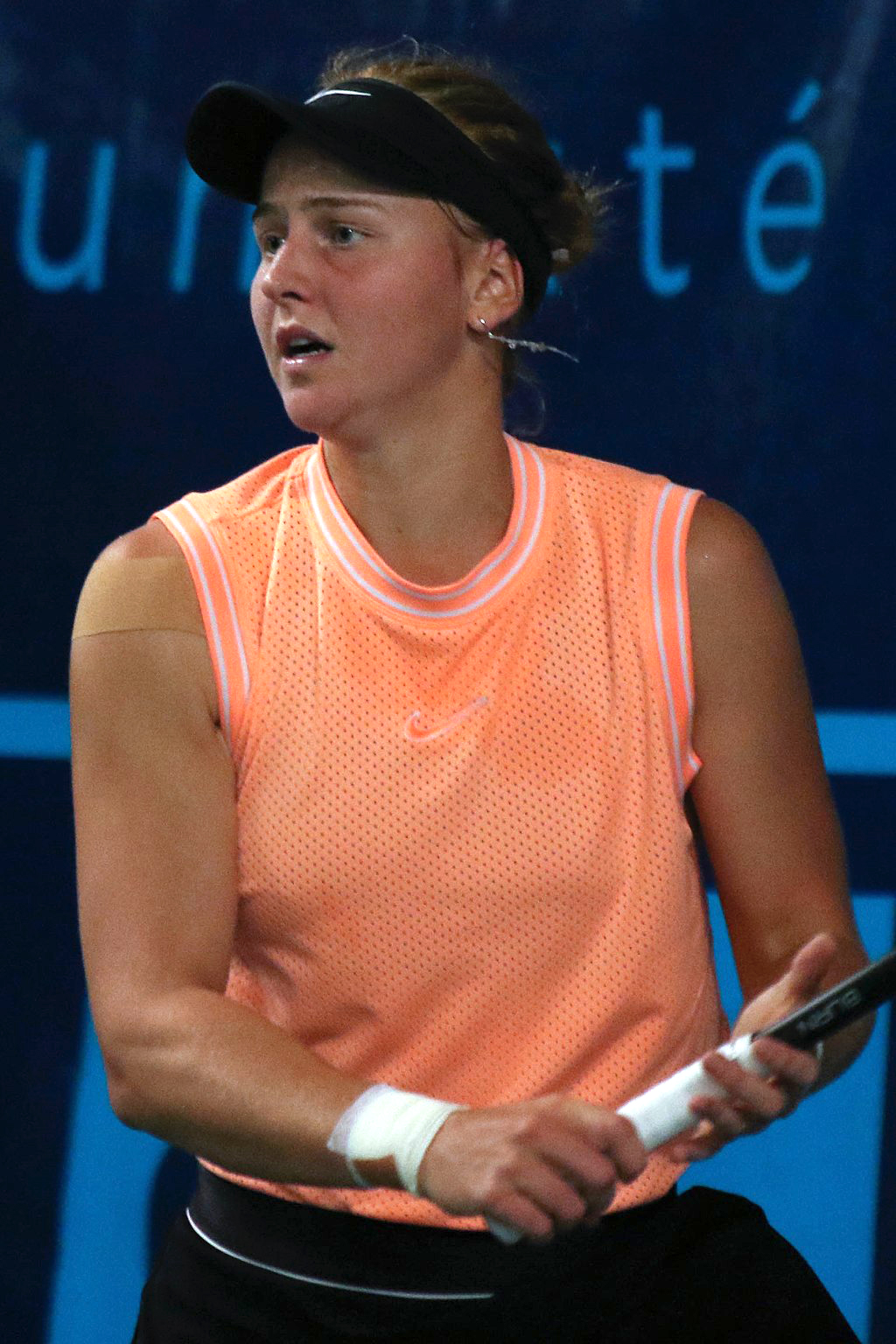
Na turnaji ITF v Poitiers prohrála v roce 2019 finále se Stojanovićovou

Do premiérového čtvrtfinále i semifinále na túře WTA postoupila z kvalifikace na antukovém Palermo Ladies Open 2019. Po výhře nad Francouzkou Fionou Ferrovou ji mezi poslední čtveřicí singlistek vyřadila Švýcarka z deváté desítky klasifikace Jil Teichmannová. Na lednovém Brisbane International 2020 z kategorie Premier vyhrála kvalifikační zápasy včetně střetnutí s třicátou sedmou ženou pořadí Kristinou Mladenovicovou. Na úvod brisbanské dvouhry pak poprvé zdolala členku elitní světové třicítky, Američanku Sloane Stephensovou a poté prohrála se sedmou ženou žebříčku Petrou Kvitovou. Po výhře v melbournském kvalifikačním kole proti Wang Si-jü debutovala ve dvouhře Australian Open 2020. Z prvního utkání však odešla poražena od Lotyšky Jeļeny Ostapenkové, když se dopustila dvaceti čtyř nevynucených chyb. V utkání také zahrála nejrychlejší podání v ženské části probíhajícího ročníku grandslamu. Přes Tímeu Babosovou pronikla do hlavní soutěže únorového St. Petersburg Ladies Trophy 2020. V úvodním kole nestačila na další kvalifikantku a ruskou světovou stovku Anastasiji Potapovovou. Po pětiměsíčním koronavirovém přerušení sezóny vypadla ve druhé fázi srpnového Palermo Ladies Open 2020 a na Prague Open 2020 nezvládla kvalifikační klání s žebříčkově hůře postavenou Švýcarkou Leonií Küngovou. Newyorská premiéra na US Open 2020 znamenala vyřazení s pozdější bulharskou čtvrtfinalistkou Cvetanou Pironkovovou.
V srpnu 2022 získala druhý a třetí singlový titul v soutěžích, které odehrála po sobě. Ve čtvrtfinále první z nich, na washingtonském Citi Open, porazila podruhé v kariéře členku první světové desítky, Britku Emmu Raducanuovou. Po hladké výhře nad šťastnou poraženou kvalifikantkou Wang Si-jü pak prošla do finále. V něm zdolala o čtrnáct let starší Estonku Kaiu Kanepiovou po třísetovém průběhu a navázala na vyhraný vzájemný duel z Wimbledonu 2021. V závěru srpna pak triumfovala na clevelandském Tennis in the Land, když v závěrečném utkání proti běloruské turnajové sedmičce Aljaksandře Sasnovičové ztratila jen čtyři gamy. Celou soutěží prošla bez ztráty sady a v odehrané části sezóny se stala sedmou šampionkou s více než jednou trofejí.

## Finále na okruhu WTA Tour
| Legenda                  |
| ------------------------ |
| D – dvouhra; Č – čtyřhra |
| Grand Slam (0)           |
| Turnaj mistryň (0)       |
| WTA 1000 (0–2 D; 1–0 Č)  |
| WTA 500 (2–2 D; 1–0 Č)   |
| WTA 250 (3–0 D; 0–1 Č)   |

### Dvouhra: 9 (5–4)
| Stav       | č. | datum           | turnaj                            | kategorie | povrch | soupeřka ve finále      | výsledek            |
| ---------- | -- | --------------- | --------------------------------- | --------- | ------ | ----------------------- | ------------------- |
| Vítězka    | 1. | 20. června 2021 | Berlín, Německo                   | WTA 500   | tráva  | Belinda Bencicová       | 1–6, 6–1, 6–3       |
| Vítězka    | 2. | 7. srpna 2022   | Washington, D.C., Spojené státy   | WTA 250   | tvrdý  | Kaia Kanepiová          | 4–6, 6–3, 6–3       |
| Vítězka    | 3. | 27. srpna 2022  | Cleveland, Spojené státy          | WTA 250   | tvrdý  | Aljaksandra Sasnovičová | 6–1, 6–3            |
| Vítězka    | 4. | 25. září 2022   | Tokio, Japonsko                   | WTA 500   | tvrdý  | Čeng Čchin-wen          | 7–5, 7–5            |
| Finalistka | 1. | 12. února 2023  | Abú Zabí, Spojené arabské emiráty | WTA 500   | tvrdý  | Belinda Bencicová       | 6–1, 6–7(8–10), 4–6 |
| Finalistka | 2. | 13. srpna 2023  | Montréal, Kanada                  | WTA 1000  | tvrdý  | Jessica Pegulaová       | 1–6, 0–6            |
| Finalistka | 3. | 8. října 2023   | Peking, Čína                      | WTA 1000  | tvrdý  | Iga Świąteková          | 2–6, 2–6            |
| Vítězka    | 5. | 16. června 2024 | 's-Hertogenbosch, Nizozemsko      | WTA 250   | tráva  | Bianca Andreescuová     | 4–6, 6–3, 7–5       |
| Finalistka | 4. | 24. května 2025 | Štrasburk, Francie                | WTA 500   | antuka | Jelena Rybakinová       | 1–6, 7–6(7–2), 1–6  |

### Čtyřhra: 3 (2–1)
| Stav       | č. | datum          | turnaj                         | kategorie | povrch | spoluhráčka                 | soupeřky ve finále                  | výsledek              |
| ---------- | -- | -------------- | ------------------------------ | --------- | ------ | --------------------------- | ----------------------------------- | --------------------- |
| Vítězka    | 1. | 25. února 2023 | Dubaj, Spojené arabské emiráty | WTA 1000  | tvrdý  | Veronika Kuděrmetovová      | Čan Chao-čching Latisha Chan        | 6–4, 6–7(4–7), [10–1] |
| Vítězka    | 2. | 22. září 2024  | Soul, Jižní Korea              | WTA 500   | tvrdý  | Nicole Melichar-Martinezová | Miju Katová Čang Šuaj               | 6–1, 6–0              |
| Finalistka | 1. | červen 2025    | Rosmalen, Nizozemsko           | WTA 250   | antuka | Nicole Melichar-Martinezová | Irina Chromačovová Fanny Stollárová | 5–7, 3–6              |

## Tituly na okruhu ITF
| Dotace turnajů okruhu ITF | Dotace turnajů okruhu ITF |
| ------------------------- | ------------------------- |
| Turnaje 100 000 $         | Turnaje 80 000 $          |
| Turnaje 75 000 $          | Turnaje 60 000 $          |
| Turnaje 50 000 $          | Turnaje 25 000 $          |
| Turnaje 15 000 $          | Turnaje 10 000 $          |

### Dvouhra (4 tituly)
| č. | datum         | turnaj                | kategorie | povrch      | soupeřka ve finále | výsledek      |
| -- | ------------- | --------------------- | --------- | ----------- | ------------------ | ------------- |
| 1. | červen 2014   | Řím, Itálie           | 10 000    | antuka      | Tess Sugnauxová    | 6–2, 2–6, 6–4 |
| 2. | listopad 2016 | Solarino, Itálie      | 10 000    | koberec (h) | Kelly Versteegová  | 3–6, 6–0, 6–1 |
| 3. | srpen 2018    | El Espinar, Španělsko | 25 000    | tvrdý       | Başak Eraydınová   | 6–2, 6–0      |
| 4. | září 2018     | Saint-Malo, Francie   | 60 000+H  | antuka      | Katarina Zavacká   | 6–0, 6–2      |

### Čtyřhra (2 tituly)
| Č. | datum      | turnaj           | kategorie | povrch | spoluhráčka         | poražené finalistky                           | výsledek         |
| -- | ---------- | ---------------- | --------- | ------ | ------------------- | --------------------------------------------- | ---------------- |
| 1. | září 2015  | Pula, Itálie     | 10 000    | antuka | Bianca Turatiová    | India Maggenová Tess Sugnauxová               | 6–4, 6–2         |
| 2. | srpen 2016 | Tarvisio, Itálie | 10 000    | antuka | Chiara Quattroneová | Angelica Moratelliová Anna-Giulia Remondinová | 3–6, 6–4, [10–6] |

## Finále soutěží družstev: 1 (1–0)
| Stav  | Č. | Datum             | Soutěž                            | Povrch    | Spoluhráčky                                                                                  | Soupeřky                                                                   | Výsledek |
| ----- | -- | ----------------- | --------------------------------- | --------- | -------------------------------------------------------------------------------------------- | -------------------------------------------------------------------------- | -------- |
| Vítěz | 1. | 6. listopadu 2021 | Billie Jean King Cup Praha, Česko | tvrdý (h) | Anastasija Pavljučenkovová Darja Kasatkinová Veronika Kuděrmetovová Jekatěrina Alexandrovová | Belinda Bencicová Jil Teichmannová Viktorija Golubicová Stefanie Vögeleová | 2–0      |